# Hilary Wainwright
Hilary Wainwright (1949) es una socialista y feminista británica que trabaja como investigadora del Transnational Institute y editora de la revista Red Pepper.

## Biografía
Hilary Wainwright es directora de investigación del Programa Nuevas formas de acción política del Transnational Institute y editora de Red Pepper, una popular revista británica de la nueva izquierda. También es investigadora adjunta del Centro Internacional sobre Estudios de Participación (ICPS) del departamento de Estudios de Paz de la Universidad de Bradford, Reino Unido, y miembro honorario del departamento de Sociología de la Universidad de Mánchester, Reino Unido. 
Entre sus libros, cabe destacar Cómo ocupar el estado: experiencias de democracia participativa (Icaria, 2005) y Arguments for a New Left: Answering the Free Market Right (Blackwell, 1993). Además de escribir para numerosos medios escritos como The Guardian, The Nation, New Statesman, Open Democracy, Carta, Il Manifesto y El Viejo Topo, ha colaborado como comentarista para BBC1, BBC Radio 4 y BBC World Service. 
Wainwright ha trabajado como investigadora adjunta del International Labour Studies Centre (Universidad de Mánchester), investigadora adjunta del Centre for the Study of Global Governance (London School of Economics), en la Universidad de Durham y en la Open University (Reino Unido), como profesora visitante en la Universidad de California (Los Ángeles) y como investigadora asociada en Havens Center (Universidad de Wisconsin-Madison) y en la Universidad de Todai (Tokio). 
Wainwright fue fundadora de Unidad de Planificación Popular del Consejo del Gran Londres durante los años de Thatcher y actuó como enlace del grupo de trabajo sobre nueva economía de la Asamblea de Ciudadanos de Helsinki (HAC) entre 1989 y 1994. En 2007 recibió un doctorado honoris causa por la Universidad de Huddersfield, Reino Unido.